# Division 1 i ishockey för damer 2012/2013
Division 1 i ishockey 2012/2013 är Sveriges näst högsta serie i ishockey för damer och består av fyra regionala serier med totalt 26 lag (olika antal lag i varje serie).
De fyra seriesegrarna, samt ytterligare två lag från den östra gruppen, går vidare till Allettan. Från allettan går de två främsta lagen vidare till kval till Riksserien.

## Tabeller

### Division 1 Södra
| Nr | Lag            | S  | V  | ÖV | ÖF | F  | GM  | IM  | MS  | P  |
| -- | -------------- | -- | -- | -- | -- | -- | --- | --- | --- | -- |
| 1  | HC Vita Hästen | 15 | 14 | 0  | 0  | 1  | 116 | 36  | +80 | 42 |
| 2  | Hisingens IK 1 | 15 | 9  | 3  | 0  | 3  | 89  | 55  | +34 | 33 |
| 3  | Linköping HC 2 | 15 | 6  | 1  | 2  | 6  | 66  | 51  | +15 | 22 |
| 4  | Hovås HC       | 15 | 5  | 1  | 1  | 8  | 52  | 69  | −17 | 18 |
| 5  | Vårgårda HC    | 15 | 4  | 0  | 0  | 11 | 33  | 56  | −23 | 12 |
| 6  | Karlskrona HK  | 15 | 2  | 0  | 2  | 11 | 31  | 120 | −89 | 8  |

Tabelldata är hämtade från Svenska Ishockeyförbundet.

### Division 1 Västra
| Nr | Lag                 | S  | V | ÖV | ÖF | F | GM | IM | MS  | P  |
| -- | ------------------- | -- | - | -- | -- | - | -- | -- | --- | -- |
| 1  | Skåre BK            | 10 | 7 | 1  | 0  | 2 | 60 | 21 | +39 | 23 |
| 2  | Sandvikens IK       | 10 | 5 | 0  | 5  | 0 | 48 | 26 | +22 | 20 |
| 3  | Leksands IF 2       | 10 | 5 | 2  | 1  | 2 | 37 | 20 | +17 | 20 |
| 4  | Hällefors/Lindlöven | 10 | 3 | 2  | 0  | 5 | 33 | 38 | −5  | 13 |
| 5  | Nora HC             | 10 | 3 | 1  | 0  | 6 | 38 | 50 | −12 | 11 |
| 6  | Svegs IK            | 10 | 1 | 0  | 0  | 9 | 12 | 73 | −61 | 3  |

Tabelldata är hämtade från Svenska Ishockeyförbundet.

### Division 1 Östra
| Nr | Lag                      | S  | V  | ÖV | ÖF | F  | GM | IM  | MS  | P  |
| -- | ------------------------ | -- | -- | -- | -- | -- | -- | --- | --- | -- |
| 1  | Almtuna IS               | 16 | 12 | 2  | 1  | 1  | 74 | 21  | +53 | 41 |
| 2  | SDE HF                   | 16 | 11 | 3  | 1  | 1  | 53 | 21  | +32 | 40 |
| 3  | Södertälje SK            | 16 | 10 | 0  | 1  | 5  | 55 | 23  | +32 | 31 |
| 4  | Eskilstuna Linden Hockey | 16 | 7  | 3  | 1  | 5  | 50 | 27  | +23 | 28 |
| 5  | AIK 2                    | 16 | 8  | 0  | 2  | 6  | 55 | 47  | +8  | 26 |
| 6  | IFK Tumba IK             | 16 | 6  | 0  | 3  | 7  | 57 | 53  | +4  | 21 |
| 7  | Västerhaninge IF         | 16 | 6  | 1  | 1  | 8  | 47 | 46  | +1  | 21 |
| 8  | Järfälla HC              | 16 | 2  | 1  | 0  | 13 | 19 | 74  | −55 | 8  |
| 9  | GötaTraneberg IK         | 16 | 0  | 0  | 0  | 16 | 18 | 116 | −98 | 0  |

Tabelldata är hämtade från Svenska Ishockeyförbundet.

#### Division 1 Östra fortsättning
| Nr | Lag                      | S  | V | ÖV | ÖF | F  | GM | IM | MS  | P  |
| -- | ------------------------ | -- | - | -- | -- | -- | -- | -- | --- | -- |
| 1  | AIK 2                    | 10 | 7 | 0  | 2  | 1  | 36 | 20 | +16 | 49 |
| 2  | Eskilstuna Linden Hockey | 10 | 4 | 2  | 1  | 3  | 44 | 22 | +22 | 45 |
| 3  | Västerhaninge IF         | 10 | 7 | 1  | 0  | 2  | 50 | 19 | +31 | 44 |
| 4  | IFK Tumba IK             | 10 | 5 | 1  | 1  | 3  | 50 | 28 | +22 | 39 |
| 5  | Järfälla HC              | 10 | 2 | 1  | 1  | 6  | 19 | 30 | −11 | 17 |
| 6  | GötaTraneberg IK         | 10 | 0 | 0  | 0  | 10 | 6  | 86 | −80 | 0  |

Tabelldata är hämtade från Svenska Ishockeyförbundet.

### Division 1 Norra
| Nr | Lag                | S  | V  | ÖV | ÖF | F  | GM | IM  | MS  | P  |
| -- | ------------------ | -- | -- | -- | -- | -- | -- | --- | --- | -- |
| 1  | Sundsvall Wildcats | 16 | 13 | 0  | 1  | 2  | 96 | 18  | +78 | 40 |
| 2  | Modo Hockey        | 16 | 13 | 0  | 1  | 2  | 96 | 25  | +71 | 40 |
| 3  | IF Björklöven      | 16 | 8  | 0  | 0  | 8  | 54 | 48  | +6  | 24 |
| 4  | Clemensnäs HC      | 16 | 3  | 0  | 1  | 12 | 29 | 87  | −58 | 10 |
| 5  | Luleå HF           | 16 | 1  | 0  | 1  | 14 | 29 | 126 | −97 | 4  |

Tabelldata är hämtade från Svenska Ishockeyförbundet.

## Allettan
De två främsta lagen går vidare till kval till Riksserien
| Nr | Lag                | S  | V | ÖV | ÖF | F | GM | IM | MS  | P  |
| -- | ------------------ | -- | - | -- | -- | - | -- | -- | --- | -- |
| 1  | Sundsvall Wildcats | 10 | 8 | 1  | 0  | 1 | 41 | 21 | +20 | 26 |
| 2  | Södertälje SK      | 10 | 4 | 3  | 1  | 2 | 32 | 24 | +8  | 19 |
| 3  | SDE HF             | 10 | 4 | 2  | 2  | 2 | 25 | 19 | +6  | 18 |
| 4  | Skåre BK           | 10 | 3 | 0  | 2  | 5 | 23 | 31 | −8  | 11 |
| 5  | Almtuna IS         | 10 | 2 | 1  | 1  | 6 | 28 | 43 | −15 | 9  |
| 6  | HC Vita Hästen     | 10 | 2 | 0  | 1  | 7 | 33 | 44 | −11 | 7  |

Tabelldata är hämtade från Svenska Ishockeyförbundet.

## Kval till Division 1 Södra
| Nr | Lag           | S | V | ÖV | ÖF | F | GM | IM | MS | P |
| -- | ------------- | - | - | -- | -- | - | -- | -- | -- | - |
| 1  | Karlskrona HK | 2 | 2 | 0  | 0  | 0 | 11 | 2  | +9 | 6 |
| 2  | Rögle BK      | 2 | 0 | 0  | 0  | 2 | 2  | 11 | −9 | 0 |